# Јањ
Јањ је ријека, притока Пливе и назив за географску, историјску и културну област у општини Шипово.

## Ријека
Ријека Јањ извире између Бабића и Стројица, 13 km јужно од Шипова на надморској висини од 612 метара у дубоком кањону чије су стрме литице високе до 200 м. Ријека тече на сјевер према Шипову.
На 9 km од града налазе се Јањски отоци, долина дуга око 1 km, гдје се Јањ разлива у многобројне поточиће који се након неколико километара спајају. Јањски отоци су популарно туристичко излетиште. Кањон ријеке Јањ је заштићени природни резерват Републике Српске. По најавама власти кањон ријеке Јањ би требало заједно са кањоном ријеке Пливе да уђе под заштиту УНЕСКА. Јањ се улива у Пливу око 1 km југоисточно од Шипова на надморској висини од 440 метара. Кањон ријеке Јањ је грађен од мезозојског кречњака. У долини Јања налази се римски споменик уклесан у стијени.
Ријека Јањ је изузетно богата пастрмком и липљеном, те је због тога веома атрактивна риболовна мушичарска вода. Ријека Јањ је и извор питке воде за општину Шипово.

## Област
Јањ је географска, историјска и културна област јужно од Шипова према Купресу коју чини око 18 села смјештених у и око кањона ријеке Јањ. Област Јањ обухвата око 85% површине општине Шипово и простире се на око 450 km². На простору Јања се налази Јањска висораван, Грбавичко поље, планина Виторог, Ваганска пећина, прашума Крива Јела, манастир Глоговац и друге знаменитости.

### Насеља
Насељена мјеста на подручју Јања су: Бабићи, Бабин До, Брдо, Ваган, Водица, Горица, Грбавица, Греда, Ђукићи, Кнежевићи, Кичелово брдо, Липовача, Љуша, Мочиоци, Натпоље, Подобзир, Попуже, Прибељци, Стројице, Писари ,Тодорићи и Чуклић.

## Јањани
Срби који живе у Јању се називају Јањани. Пред Други свјетски рат у 18 насеља Јања је живјело око 14.000 становника. Након Другог свјетског рата у Јању је живјело око 9.000 становника у око 1.370 домаћинстава, од чега је у процесу Колонизације исељено око 1.350 становника у 230 домаћинстава. Јањани сваке године организују Јањски сабор и Јањски вишебој.

### Презимена
Најчешћа српска презимена у Јању су: Аџаип, Аркула, Антић, Блажић, Болабан, Божић, Будаћ, Бужанин, Видовић, Војиновић, Вранић, Вујановић, Вујић, Вулета, Гајић, Гаврић, Гавранић, Гламочак, Голубовић, Грабеж, Граховац, Грдан, Гутић, Дамјановић, Девић, Драгичевић, Ђукић, Зечак, Зечевић, Илић, Ивановић, Јандрић, Јефтенић, Јеркић, Јокић, Јосић, Јоветић, Јовичић, Јовишевић, Керлец, Клисарић, Кнежевић, Кодић, Кокошар, Комљеновић, Косовац, Ковач, Ковачић, Крмпот, Квргић, Кузман, Лазукић, Лекић, Лончар, Лукић, Мајсторовић, Малеш, Малиновић, Максимовић, Маријанац, Марић, Медић, Маркез, Матић, Михајиловић, Миличић, Миловац, Милуша, Митрић, Мршић, Нерац, Нинић, Нишић, Новаковић, Обрадовић, Панџић, Панић, Пећо, Перичић, Пиљић, Писар, Писарић, Плавшић, Полетан, Полетановић, Полић, Поњевић, Попадић, Поповић, Попржен, Проле, Протић, Пурњага, Радман, Радош, Радованац, Радуљица, Рађен, Ракита, Ранисавић, Сакан, Савић, Савковић, Савуљица, Стакић, Столић, Симетић, Стрика, Сурутка, Свитлица, Тешић, Тркуља, Тодорић, Томић, Томичић, Топић, Тошић, Тулаћ, Туркић, Ћато, Учур, Унчанин, Цумбо, Црепуља, Џакић, Шаин, Шарић, Шегрт, Шевар, Шумар.